# Nelonen
Nelonen – fiński kanał telewizyjny. Został uruchomiony w 1997 roku.